# Borgó György Csaba
Borgó György István Csaba (Marosvásárhely, 1950. május 10. –) erdélyi magyar származású festő- és grafikusművész, gobelintervező, szobrász, tanár. A Szentendrei Grafikai Műhely, a szentendrei Vajda Lajos Stúdió tagja, A Túlsó Part csoport (1992) tagja. 

## Életpályája
1969-ben érettségizett a Bolyai Farkas Gimnáziumban. 1973–1975 között a Kolozsvári Református Teológián tanult. 1974-től kiállító művész. 1976–1980 között a Ion Andreescu Képzőművészeti Főiskola festő szakán végzett; Paul Sima és Victor Ciato oktatta. 1984–1986 között, valamint 1989–1992 között a MAMŰ vezetőségi tagja volt. 1986-ban Magyarországra települt. 2003-tól az egri Eszterházy Károly Főiskola Vizuális Művészeti Tanszékén kinevezett, vezető beosztású főiskolai tanára, docense volt. 2005 óta a Széchenyi Irodalmi és Művészeti Akadémia tagja. 2009-ben DLA fokozatot szerzett a Magyar Képzőművészeti Egyetemen. 2016-ban nyugdíjba vonult.

### Munkássága
Szobrokat, grafikákat, festményeket és nagy méretű szőnyegeket készít. Képeinek absztrakt-emblematikus eszközrendszere Joan Miró szürrealisztikus világával mutat formai rokonságot. Festészetével azonos szellemű installációkat és performanszokat készít. Tanított a marosvásárhelyi Bolyai Farkas Gimnáziumban, a Népi Művészeti Iskolában, az Unirea Líceumban, a százhalombattai Arany János Gimnáziumban. 

## Köztéri művei

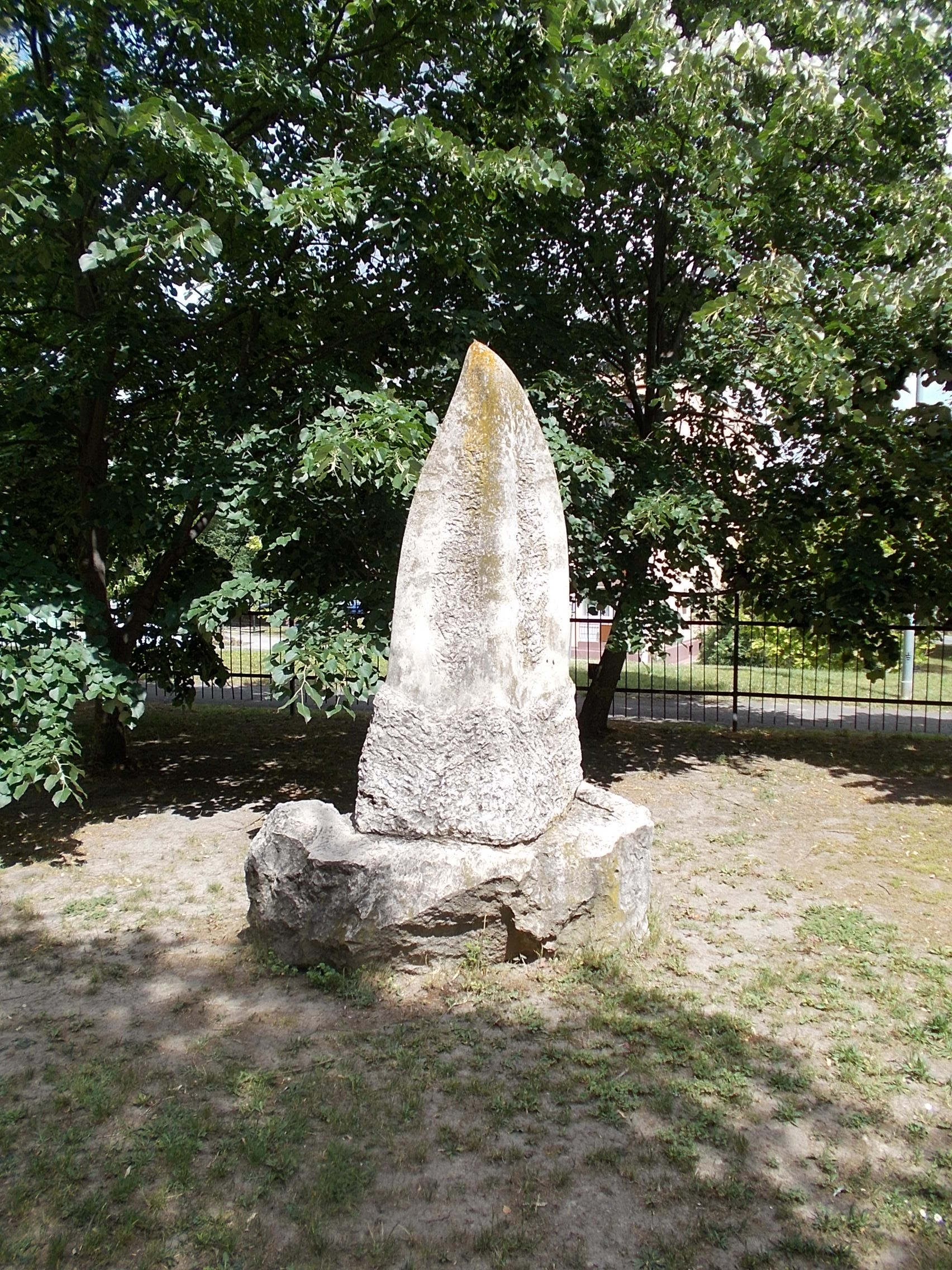
Az 1848-49-es szabadságharc emlékére 1992. március 15-én avatták fel a Református templom kertjében

- Dárdahegy (Százhalombatta, 1992)

## Kiállításai

### Egyéni
- 1973 Székelykeresztúr
- 1976, 1985 Marosvásárhely
- 1984, 1991 Vác
- 1985, 1988, 1991, 2006 Szentendre
- 1988, 1995 Százhalombatta
- 1990 Dunaújváros
- 1992, 1995-1996, 2000-2003, 2006, 2010 Budapest
- 1993-1994, 1999, 2003, 2005, 2009-2010 Miskolc
- 1994 Miskolc-Lillafüred
- 1996 Salgótarján, Kassa
- 1999, 2005 Szeged
- 2000 Drezda
- 2001 Békéscsaba
- 2002 Ráckeve, Kapolcs
- 2004 Balassagyarmat, Zalaegerszeg
- 2005 Szekszárd, Eger
- 2008 Bécs

### Válogatott, csoportos
- 1991 Washington, Sepsiszentgyörgy
- 1992 Miskolc
- 1993 Budapest, Hamburg, Vác

## Díjai
- Váci Művészeti Fesztivál I. díja (1988)
- Textil Centenárium, Budapest III. díja (1991)
- Neufeld Anna-emlékdíj (1991)
- Nemzetközi Grafikai Biennálé Győr, II. díj (1991)
- Szegedi Nyári Tárlat díja (1992)
- Százhalombatta kulturális díja (1996, 2002)
- Munkácsy Mihály-díj (2002)
- Pro Urbe Szentendre-díj (2004)
- Szegedi Országos Nyári Tárlat díja (2005)
- Kondor Béla-díj (2013)
- Miskolci Grafikai Biennálé díja
- Miskolci Téli Tárlatok díja
- az egri Aquarell Biennálé díja
- Békéscsabai Alföldi Tárlat díja
- budapesti Kisgrafikai Biennálé díja
- kolozsvári Nemzetközi Kisgrafikai Biennálé I. díja